# Kufeja
Kufeja (lat. Cuphea), rod jednogodišnjeg raslinja, trajnica, polugrmova i vazdazelenih grmova iz porodice Lythraceae. Postoji preko 250 vrsta koje rastu uglavnom po oba američka kontinenta. Ime roda dolazi od grčke riječi κυφος (kyphos), što znači savijen, zakrivljen ili grbav. 
Neke vrste kufeja su popualrne kao ukrasno bilje, a najpoznatija je polugrmasta C. ignea porijeklom iz Meksika, a u hrvatskom jeziku poznata kao cigareta cvijet. Od nekih vrsta proizvodi se kufejino ulje.

## Vrste
1. Cuphea acicularis Koehne
2. Cuphea acinifolia A.St.-Hil.
3. Cuphea acinos A.St.-Hil.
4. Cuphea adenophylla T.B.Cavalc.
5. Cuphea aequipetala Cav.
6. Cuphea affinitatum Koehne
7. Cuphea alaniana S.A.Graham
8. Cuphea alatosperma T.B.Cavalc. & S.A.Graham
9. Cuphea anagalloidea A.St.-Hil.
10. Cuphea anamariae T.B.Cavalc. & S.A.Graham
11. Cuphea andersonii S.A.Graham
12. Cuphea angustifolia Jacq. ex Koehne
13. Cuphea anisoclada Lourteig
14. Cuphea annulata Koehne
15. Cuphea antisyphilitica Kunth
16. Cuphea aperta Koehne
17. Cuphea appendiculata Benth.
18. Cuphea apurensis Lourteig
19. Cuphea aquilana S.A.Graham & T.B.Cavalc.
20. Cuphea arenarioides A.St.-Hil.
21. Cuphea aristata Hemsl.
22. Cuphea armata S.A.Graham
23. Cuphea aspera Chapm.
24. Cuphea avigera B.L.Rob. & Seaton
25. Cuphea bahiensis (Lourteig) S.A.Graham & T.B.Cavalc.
26. Cuphea baillonis Koehne
27. Cuphea blackii Lourteig
28. Cuphea bolivarensis Lourteig
29. Cuphea bombonasae Sprague
30. Cuphea bonplandii Lourteig
31. Cuphea brachiata Mart. ex Koehne
32. Cuphea brachyantha Koehne
33. Cuphea brachypoda T.B.Cavalc.
34. Cuphea bracteolosa Koehne
35. Cuphea bustamanta Lex.
36. Cuphea caeciliae Koehne
37. Cuphea caesariata S.A.Graham
38. Cuphea calaminthifolia Schltdl.
39. Cuphea calcarata Benth.
40. Cuphea calophylla Cham. & Schltdl.
41. Cuphea campestris Mart. ex Koehne
42. Cuphea campylocentra Griseb.
43. Cuphea carajasensis Lourteig
44. Cuphea cardonae Lourteig
45. Cuphea carthagenensis (Jacq.) J.F.Macbr.
46. Cuphea carunculata Koehne
47. Cuphea cataractarum Spruce ex Koehne
48. Cuphea chiribiquetea Lourteig
49. Cuphea ciliata Ruiz & Pav.
50. Cuphea cipoensis T.B.Cavalc.
51. Cuphea circaeoides Sm. ex Sims
52. Cuphea concinna Koehne
53. Cuphea confertiflora A.St.-Hil.
54. Cuphea congesta S.A.Graham & T.B.Cavalc.
55. Cuphea cordata Ruiz & Pav.
56. Cuphea corisperma Koehne
57. Cuphea crassiflora S.A.Graham
58. Cuphea crudyana Koehne
59. Cuphea cuiabensis Mart. ex Koehne
60. Cuphea cunninghamiifolia T.B.Cavalc.
61. Cuphea curiosa Lourteig
62. Cuphea cyanea Moc. & Sessé ex DC.
63. Cuphea cylindracea S.A.Graham
64. Cuphea dactylophora Koehne
65. Cuphea decandra W.T.Aiton
66. Cuphea delicatula Brandegee
67. Cuphea densiflora Koehne
68. Cuphea denticulata Kunth
69. Cuphea dibrachiata S.A.Graham
70. Cuphea diosmifolia A.St.-Hil.
71. Cuphea dipetala (L.f.) Koehne
72. Cuphea disperma Koehne
73. Cuphea distichophylla Lourteig
74. Cuphea dusenii Koehne
75. Cuphea egleri Lourteig
76. Cuphea elliptica Koehne
77. Cuphea empetrifolia Rose
78. Cuphea epilobiifolia Koehne
79. Cuphea ericoides Cham. & Schltdl.
80. Cuphea exilis T.B.Cavalc. & S.A.Graham
81. Cuphea ferrisiae Bacig.
82. Cuphea ferruginea Pohl ex Koehne
83. Cuphea filiformis T.B.Cavalc. & S.A.Graham
84. Cuphea flava Spreng.
85. Cuphea flavisetula Bacig.
86. Cuphea flavovirens S.A.Graham
87. Cuphea fluviatilis S.A.Graham
88. Cuphea froesii Lourteig
89. Cuphea fruticosa Spreng.
90. Cuphea fuchsiifolia A.St.-Hil.
91. Cuphea fuscinervis Koehne
92. Cuphea galeatocalcarata Lourteig
93. Cuphea gardneri Koehne
94. Cuphea gaumeri Koehne
95. Cuphea glareosa T.B.Cavalc.
96. Cuphea glauca Pohl ex Koehne
97. Cuphea glaziovii Koehne
98. Cuphea glossostoma Koehne
99. Cuphea glutinosa Cham. & Schltdl.
100. Cuphea goldmanii Rose
101. Cuphea gracilis Kunth
102. Cuphea grandiflora Pohl ex Koehne
103. Cuphea hatschbachii Lourteig
104. Cuphea heteropetala Koehne
105. Cuphea heterophylla Benth.
106. Cuphea heydei Koehne
107. Cuphea hirsutissima Lourteig
108. Cuphea hispidiflora Koehne
109. Cuphea hookeriana Walp.
110. Cuphea humifusa S.A.Graham
111. Cuphea hybogyna Koehne
112. Cuphea hyssopifolia Kunth
113. Cuphea hyssopoides A.St.-Hil.
114. Cuphea ignea A.DC.
115. Cuphea iguazuensis Lourteig
116. Cuphea impatientifolia A.St.-Hil.
117. Cuphea inaequalifolia Koehne
118. Cuphea inflata S.A.Graham
119. Cuphea ingrata Cham. & Schltdl.
120. Cuphea insolita Lourteig
121. Cuphea intermedia Hemsl.
122. Cuphea jorullensis Kunth
123. Cuphea karwinskii Koehne
124. Cuphea killipii Lourteig
125. Cuphea koehneana Rose
126. Cuphea kubeorum Lourteig
127. Cuphea laeviuscula Bacig.
128. Cuphea laminuligera Koehne
129. Cuphea lanceolata W.T.Aiton
130. Cuphea laricoides Koehne
131. Cuphea leptopoda Hemsl.
132. Cuphea linarioides Cham. & Schltdl.
133. Cuphea lindmaniana Koehne ex Bacig.
134. Cuphea linifolia Koehne
135. Cuphea llavea Lex.
136. Cuphea lobelioides Griseb.
137. Cuphea lobophora Koehne
138. Cuphea loefgrenii Bacig.
139. Cuphea lophostoma Koehne
140. Cuphea lucens T.B.Cavalc. & S.A.Graham
141. Cuphea lutea Rose ex Koehne
142. Cuphea luteola S.A.Graham & T.B.Cavalc.
143. Cuphea lutescens Pohl ex Koehne
144. Cuphea lysimachioides Cham. & Schltdl.
145. Cuphea maigualidensis Lourteig
146. Cuphea megalophylla S.F.Blake
147. Cuphea melampyrifolia Pohl ex Koehne
148. Cuphea melanium (L.) R.Br. ex Steud.
149. Cuphea melvilla Lindl.
150. Cuphea mexiae Bacig.
151. Cuphea michoacana R.C.Foster
152. Cuphea micrantha Kunth
153. Cuphea micropetala Kunth
154. Cuphea mimuloides Schltdl. & Cham.
155. Cuphea myrtifolia Bacig.
156. Cuphea niederleinii Koehne ex Taub.
157. Cuphea nitidula Kunth
158. Cuphea nivea S.A.Graham
159. Cuphea nudicostata Hemsl.
160. Cuphea odonellii Lourteig
161. Cuphea ornithoides R.C.Foster
162. Cuphea ownbeyi S.A.Graham
163. Cuphea painteri Rose ex Koehne
164. Cuphea palustris Koehne
165. Cuphea paradoxa Koehne
166. Cuphea paranensis Bacig.
167. Cuphea parsonsia (L.) R.Br. ex Steud.
168. Cuphea pascuorum Mart. ex Koehne
169. Cuphea patula A.St.-Hil.
170. Cuphea paucipetala S.A.Graham
171. Cuphea persistens Koehne
172. Cuphea pertenuis R.C.Foster
173. Cuphea philombria Lourteig
174. Cuphea pinetorum Benth.
175. Cuphea pleiantha Lourteig
176. Cuphea pohlii Lourteig
177. Cuphea polymorpha A.St.-Hil.
178. Cuphea potamophila T.B.Cavalc. & S.A.Graham
179. Cuphea procumbens Ortega
180. Cuphea pseudericoides Koehne
181. Cuphea pseudosilene Griseb.
182. Cuphea pseudovaccinium A.St.-Hil.
183. Cuphea pterosperma Koehne
184. Cuphea pulchra Moric.
185. Cuphea punctulata Koehne
186. Cuphea purpurascens Bacig.
187. Cuphea pustulata Koehne
188. Cuphea quaternata Bacig.
189. Cuphea racemosa (L.f.) Spreng.
190. Cuphea radiaticaulis Lourteig
191. Cuphea ramosissima Pohl ex Koehne
192. Cuphea rasilis S.A.Graham
193. Cuphea reflexifolia Koehne
194. Cuphea reitzii Lourteig
195. Cuphea repens Koehne
196. Cuphea reticulata Koehne
197. Cuphea retrorsicapilla Koehne
198. Cuphea retroscabra S.Watson
199. Cuphea rhodocalyx Lourteig
200. Cuphea rigidula Benth.
201. Cuphea rionegrensis Lourteig
202. Cuphea riparia Ekman & O.C.Schmidt
203. Cuphea roseana Koehne
204. Cuphea rubescens Koehne
205. Cuphea rubrovirens T.B.Cavalc.
206. Cuphea rupestris T.B.Cavalc. & S.A.Graham
207. Cuphea rusbyi Lourteig
208. Cuphea sabulosa S.A.Graham
209. Cuphea salicifolia Schltdl. & Cham.
210. Cuphea salvadorensis (Standl.) Standl.
211. Cuphea santos-limae G.M.Barroso
212. Cuphea scaberrima Koehne
213. Cuphea schumannii Koehne
214. Cuphea schwackei Koehne ex Schwacke
215. Cuphea sclerophylla Koehne
216. Cuphea scolnikiae Lourteig
217. Cuphea secundiflora Moc. & Sessé ex DC.
218. Cuphea seleri Koehne
219. Cuphea sessiliflora A.St.-Hil.
220. Cuphea sessilifolia Mart.
221. Cuphea setosa Koehne
222. Cuphea sincorana T.B.Cavalc.
223. Cuphea sordida Koehne
224. Cuphea spectabilis S.A.Graham
225. Cuphea sperguloides A.St.-Hil.
226. Cuphea spermacoce A.St.-Hil.
227. Cuphea splendida Lourteig
228. Cuphea spraguei Lourteig
229. Cuphea spruceana Koehne
230. Cuphea stenopetala Koehne
231. Cuphea strigulosa Kunth
232. Cuphea stygialis Lourteig
233. Cuphea subuligera Koehne
234. Cuphea sucumbiensis Lourteig
235. Cuphea tarapotensis Sprague
236. Cuphea teleandra Lourteig
237. Cuphea tenuissima Koehne
238. Cuphea tetrapetala Koehne
239. Cuphea thymoides Cham. & Schltdl.
240. Cuphea tolucana Peyr.
241. Cuphea trichochila R.C.Foster
242. Cuphea trochilus S.A.Graham
243. Cuphea tuberosa Cham. & Schltdl.
244. Cuphea urbaniana Koehne
245. Cuphea urens Koehne
246. Cuphea utriculosa Koehne
247. Cuphea vargasii J.F.Macbr.
248. Cuphea varia Koehne ex Bacig.
249. Cuphea vesiculigera R.C.Foster
250. Cuphea vesiculosa Koehne
251. Cuphea viscosa Rose ex Koehne
252. Cuphea viscosissima Jacq.
253. Cuphea warmingii Koehne
254. Cuphea watsoniana Koehne
255. Cuphea watsonii M.E.Jones
256. Cuphea weddelliana Koehne
257. Cuphea wrightii A.Gray
258. Cuphea xanthopetala S.A.Graham & T.B.Cavalc.